# Niger zászlaja
Niger zászlaja  három, egyenlő magasságú, színes csíkból áll. 
A felső, narancssárga a Szahara sivatagjára utal, a középső fehér a tisztaság és az ártatlanság színe. Alul a zöld a remény színe, és a Niger folyó termékeny vidékét idézi.
A fehér csík közepén lévő narancsszínű kör a Napot képviseli, és a nép által hozott áldozatot szimbolizálja.
Niger zászlaja hasonló India zászlajához, amiben középen kék színű, küllős kerék látható.